# كريس فان آلسبورغ
كريس فان آلسبورغ (بالإنجليزية: Chris Van Allsburg)‏ هو رسام توضيحي وكاتب أمريكي ولد في يوم 18 يونيو 1949 في إيست غراند رابيدز في ألينوي في الولايات المتحدة، أشتهر بتأليفه لقصص مشهورة مثل جومانجي في سنة 1981 و القطار القطبي السريع في سنة 1985 و زاثورا في سنة 2002. في سنة 1986 فاز بجائزة هانز كريستيان أندرسن بعد تأليفه لكتاب حديقة عبد الغزاسي، وفي أبريل 2012 نال دكتوراه شرفية من جامعة ميشيغان.

## روابط خارجية
- كريس فان آلسبورغ على موقع IMDb (الإنجليزية)
- كريس فان آلسبورغ على موقع ميوزك برينز (الإنجليزية)
- كريس فان آلسبورغ على موقع قاعدة بيانات الأفلام السويدية (السويدية)
- كريس فان آلسبورغ على موقع ديسكوغز (الإنجليزية)
- كريس فان آلسبورغ على موقع قاعدة بيانات الفيلم (الإنجليزية)